# Onthophagus cephalophi
Onthophagus cephalophi är en skalbaggsart som beskrevs av Yves Cambefort 1984. Onthophagus cephalophi ingår i släktet Onthophagus och familjen bladhorningar. Inga underarter finns listade i Catalogue of Life.